# Crinia insignifera
Crinia insignifera (tên tiếng Anh: Sign-bearing Froglet) là một loài ếch thuộc họ Myobatrachidae.
Đây là loài đặc hữu của Úc.
Môi trường sống tự nhiên của chúng là đồng cỏ nhiệt đới hoặc cận nhiệt đới vùng ngập nước hoặc lụt theo mùa và đầm nước.
Chúng hiện đang bị đe dọa vì mất môi trường sống.